# Кубань (Брюховецкий район)
Куба́нь — хутор в Брюховецком районе Краснодарского края.
Входит в состав Брюховецкого сельского поселения.

## Население
| 2002 | 2010 |
| ---- | ---- |
| 273  | ↘244 |

## Улицы
- ул. Кирпичная,
- ул. Кубанская,
- ул. Центральная.